# Бядачка
Бядачка (пол. Biadaczka) — село в Польщі, у гміні Камйонка Любартівського повіту Люблінського воєводства.
Населення — 84 особи (2011).
У 1975-1998 роках село належало до Люблінського воєводства.

## Демографія
Демографічна структура станом на 31 березня 2011 року:
|          | Загалом | Допрацездатний вік | Працездатний вік | Постпрацездатний вік |
| -------- | ------- | ------------------ | ---------------- | -------------------- |
| Чоловіки | 38      | 6                  | 26               | 6                    |
| Жінки    | 46      | 5                  | 24               | 17                   |
| Разом    | 84      | 11                 | 50               | 23                   |